# Palanan
Palanan là một đô thị hạng 2 ở tỉnh Isabela, Philippines. Theo điều tra dân số năm 2007, đô thị này có dân số 16.254 người trong 2.837 hộ.
Ở đây có Sân bay Palanan.

## Các đơn vị hành chính
Palanan được chia ra 17 barangay.
| - Bisag - Dialaoyao - Dicadyuan - Didyan - Dimalicu-licu - Dimasari - Dimatican - Maligaya - Marikit | - Centro East - Centro West - Dicotkotan - Dibewan - Culasi - Alomanay - Diddadungan - Ditambali |